# Imperatrice Gi
Gi (기황후?, 奇皇后?, Gi hwanghuLR, Ki hwanghuMR; 1315 – 1370), anche nota con il nome mongolo Öljei Khutuk (Өлзийхутаг, 完者忽都), è stata un'imperatrice consorte di Toghon Temür.

## Biografia
L'imperatrice Gi nacque nel 1315 da Gi Ja-oh, un nobiluomo e generale del Goryeo appartenente al bon-gwan Gi di Haengju che aveva fatto fortuna sotto il governo militare dei Choe; sua madre era invece figlia del militare Yi Haeng-geom. Gi era la minore di tre sorelle e cinque fratelli (Gi Shik, Gi Cheol, Gi Won, Gi Ju e Gi Ryun) ed è ricordata per essere un'abile cantante e ballerina, versata nell'arte della poesia, della calligrafia e della conversazione, oltre che una donna bella e beneducata.
Nel 1333 fu inserita nel corteo di giovani che il Goryeo presentava a Yuan come tributo. Come cameriera de tè inizio a servire al palazzo dell'imperatore mongolo Toghon Temür, che conquistò grazie alla bellezza e all'intelligenza, diventandone una concubina. Si attirò, però, il disprezzo della corte, che la temeva e la biasimava per l'ambizione e la nazionalità, e fu apertamente e ripetutamente maltrattata e frustata dalla prima imperatrice Danashri.
Nel 1335 Danashri fu giustiziata dopo un tentato colpo di stato di suo fratello Tangqishi. Toghon Temür propose di nominare Gi imperatrice, ma incontrò l'opposizione del generale Bayan, e la posizione di prima imperatrice andò a Bayan Khutugh. Gi divenne seconda imperatrice nel 1340, un anno dopo aver partorito l'erede al trono, Ayushiridara: si dedicò con impegno all'istruzione del figlio per prepararlo a governare, insistendo affinché gli fossero impartite lezioni non solo di buddhismo, ma anche di confucianesimo, e lei stessa lesse il Classico della pietà filiale e i racconti sulla condotta benevola delle imperatrici del passato, usandoli per impostare la gestione della corte interna. Radunò poi attorno a sé importanti funzionari mongoli e del Goryeo, formando una propria forza politica, grazie alla quale riuscì a far nominare Ayushiridara principe ereditario nel 1353, contemporaneamente al crescente disinteresse di Toghon Temür per la politica. Intanto, fu un'importante benefattrice religiosa: fece ingenti donazioni tra il 1343 e il 1345 per la ristrutturazione del tempio Jangansa sul monte Kumgang nel Goryeo, e promosse i rituali buddhisti e diverse misure di aiuto sociale nella capitale mongola di Khanbaliq. Quando, nel 1358, carestia e malattie colpirono la popolazione, si adoperò per curare i malati e comprò della terra per seppellire i morti.
Approfittando dell'indolenza del marito, Gi esercitò una grande influenza e supervisionò le politiche attuate da Yuan nei confronti del Goryeo, prendendo il controllo dell'esercito e delle finanze imperiali. Parallelamente, anche la sua famiglia natale migliorò la propria posizione e il proprio prestigio stringendo legami matrimoniali con alcune delle famiglie più importanti del Goryeo: suo fratello Gi Cheol diede in sposa una delle figlie al figlio di Wang Hu, uno dei principali sostenitori del giovane re Gongmin di Goryeo, mentre un nipote di Gi Cheol sposò una delle nipoti dell'aristocratico Yi Jehyeon. Re Gongmin cercò a sua volta di usare la famiglia Gi per instaurare una relazione duratura con Yuan, inviando ogni anno dei regali all'imperatrice in occasione del suo compleanno e nominando Gi Cheol supervisore dell'oriente. Gi era stata inizialmente contraria alla salita al trono di Gongmin, ma nel 1351 gli aveva offerto il suo sostegno, favorendone l'incoronazione e aspettandosi che, a sua volta, Gongmin cementasse la posizione della sua famiglia a corte; invece, nel 1352 uno dei ministri anziani del Goryeo, probabilmente con l'approvazione del re, tentò di assassinare diversi membri della famiglia Gi e altri individui strettamente legati a Yuan che sembravano minacciare la posizione del re coreano. Il piano fallì, ma uno dei fratelli di Gi rimase ucciso.
Nel 1356 Gi Cheol ordì un complotto per deporre re Gongmin, ma fu scoperto e ucciso insieme a buona parte dei Gi di Haengju. Gi non lanciò immediatamente un attacco contro re Gongmin, ma rimase a osservare gli sviluppi della situazione politica per alcuni anni, considerando che ricopriva ancora la carica di seconda imperatrice e la posizione di suo figlio non era ancora consolidata. Fu a dicembre 1362 che la corte di Yuan decise di deporre re Gongmin e sostituirlo con il principe Deokheung, terzo figlio di re Chungseon, mentre l'anno successivo Gi Sambono, un nipote dell'imperatrice Gi, fu scelto come principe ereditario. Nel 1364 Gi inviò l'esercito nella sua terra natale per deporre Gongmin, ma fu sconfitto: persa la propria base di potere nel Goryeo, fu coinvolta in una serie di lotte politiche a Yuan e cercò di costringere Toghon Temür a lasciare il trono a loro figlio, ormai adulto e nominato erede apparente. Il piano non ebbe successo e le forze mongole che le si opponevano invasero la capitale nel 1364: Ayushiridara riuscì a scappare, mentre Gi fu imprigionata e liberata l'anno successivo quando il figlio tornò con un proprio esercito.
Nel 1366, alla morte di Bayan Khutugh, Gi divenne prima imperatrice al suo posto. Non ricoprì la carica a lungo, però, perché nel 1368 la dinastia Yuan crollò in seguito alla ribellione di Zhu Yuanzhang, che fondò la dinastia Ming. L'intera famiglia imperiale si rifugiò nelle steppe della Mongolia e ciò che accadde in seguito è sconosciuto: il registro di famiglia dei Gi di Haengju riporta il 1370 come anno di morte dell'imperatrice Gi.